# Kleinia lunulata
Kleinia lunulata là một loài thực vật có hoa trong họ Cúc. Loài này được (Chiov.) Thulin mô tả khoa học đầu tiên năm 2003.